# 瓦爾卡

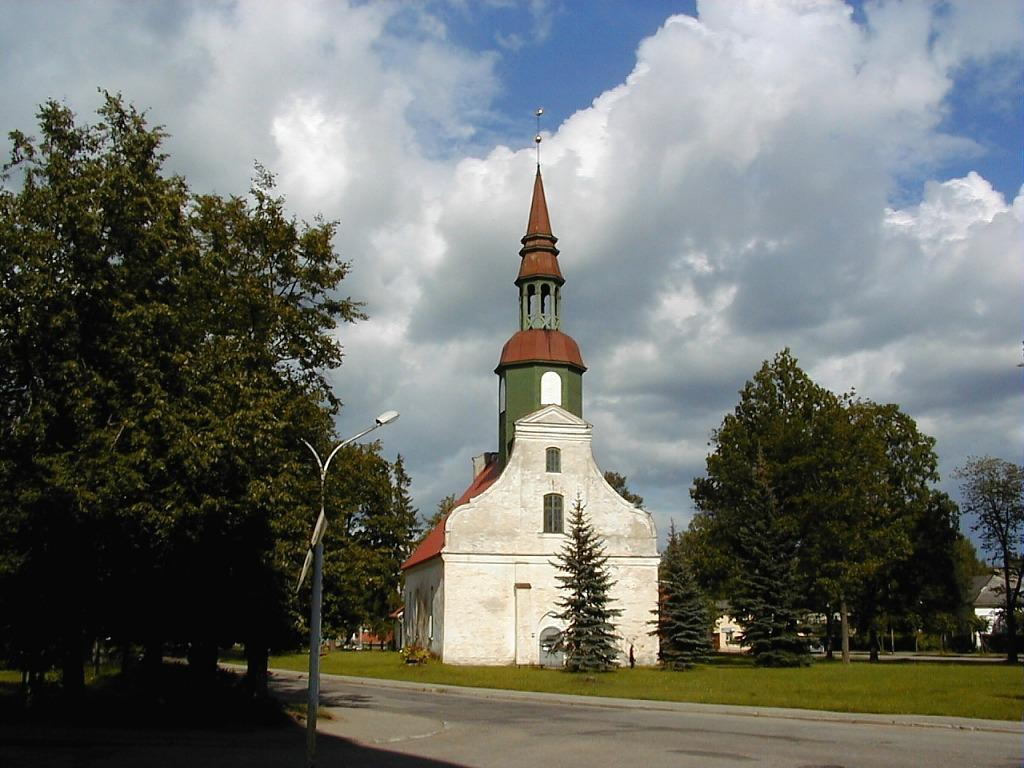
瓦尔卡的路德宗教堂

瓦爾卡是拉脫維亞瓦爾卡市鎮内的城鎮及其行政中心，位於該國北部，毗鄰與愛沙尼亞接壤的邊境，面積14.2平方公里，海拔高度61米，2011年人口6,010。
此城本來與接鄰的瓦爾加屬同一城市，1918年愛沙尼亞和拉脫維亞獨立時被兩國瓜分，成為雙城。